# Kapitalismus als Religion

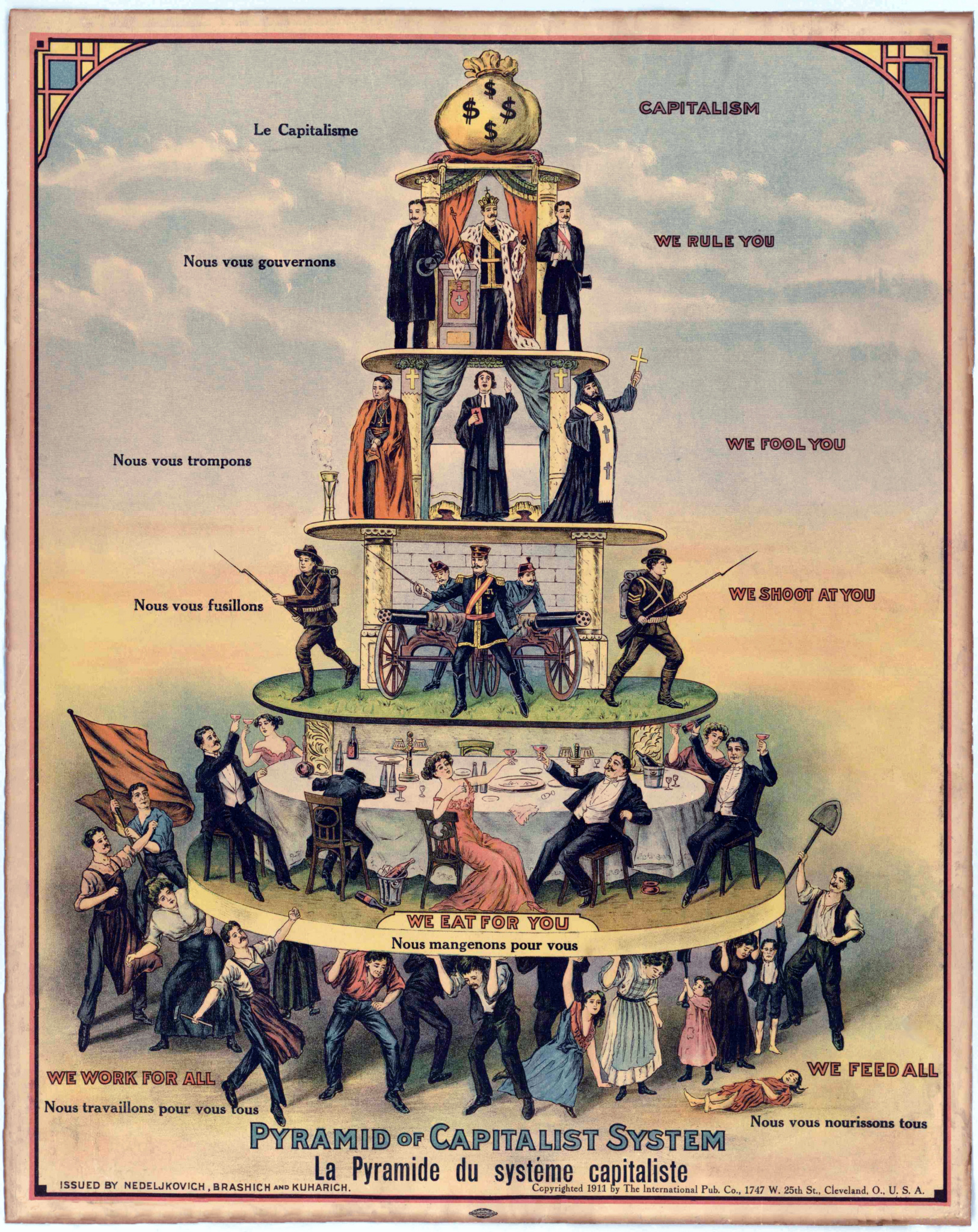
Piràmide del capitalisme: al cim els diners, pòster del 1911 dIndustrial Workers of the World

Kapitalismus als Religion (en català: Capitalisme com a religió) és el títol d'un assaig del 1921 del filòsof marxista alemany Walter Benjamin, publicat pòstumament (en Gesammelte Schriften Band VI 100-103) i considerat com un dels més penetrants assaigs de l'autor. L'obra explora la naturalesa religiosa i inhumana del capitalisme: la identificació del pecat i la culpa religiosa i el deute imposat pel capitalisme ―el terme alemany emprat en l'obra Schuld significa al mateix temps 'deute' i 'culpa'―. Segons Michael Löwy l'assaig és una lectura anticapitalista del filòsof Max Weber.

## Capitalisme com a religió
El text pòstum de Walter Benjamin de l'any 1921 està inclòs en les seues Obres Completes, Volum VI (Gesammelte Schriften Band VI 100-103). Kapitalismus als Religión, Band VI, 100 ([Im Kapitalismus ist eine Religion zu erblicken...] En el capitalisme cal veure una religió. (Walter Benjamin, Kapitalismus als Religion, Zur Geschichtsphilosophie, Historik und Politik, Gesammelte Schriften Band VI 100-103).'«El capitalismo como religión, W. Benjamin, Gramscimanía, Omar Montilla». Arxivat de l'original el 2016-03-05. [Consulta: 18 maig 2013].</ref>

## Antecedents

### Paul Lafargue
El teòric polític, metge i periodista Paul Lafargue (1842-1911) assenyalà en contestació a un lector, cap al 1880, que l'atac als banquers Rothschild pels socialistes no és per odi d'ètnia ni nacionalitat sinó perquè personifica les finances modernes. El 1887 Lafargue escrigué La Religion du Capital (Wikisource), farsa en forma d'Actes d'una Nova Religió.

## Interpretació del text

### Michael Löwy
Per al filòsof marxista francobrasiler Michael Löwy, l'assaig de Walter Benjamin Kapitalismus als Religion de l'any 1921, editat pòstum el 1978 en les Obres completes de l'autor, és un dels més interessants i hermètics de Benjamin. S'inspiraria en Max Weber i l'afinitat electiva palesa en la seua obra L'ètica protestant i l'esperit del capitalisme. Walter Benjamin, segons Löwy, va més enllà de Weber: no sols el capitalisme té orígens religiosos, és una religió en si mateix, un culte o adoració incessant que dirigeix al món humà, sense treva ni mercé (sans merci), a la Casa de la Desesperació (Haus der Verzweiflung). Kapitalismus als Religion és, segons Michael Löwy, una lectura anticapitalista de Weber, amb influències dels assaigs de György Lukács, Ernst Bloch i Erich Fromm.

### Giorgio Agamben
Per al filòsof italià Giorgio Agamben la hipòtesi de Walter Benjamin és clara: el capitalisme no és sinó una vertadera religió, la més feroç i implacable que haja existit mai, perquè no coneix redempció ni treva: és una religió dogmàtica en extrem. El sector financer, la banca, que ha ocupat el lloc deixat per les esglésies tradicionals i els sacerdots, governa el crèdit i manipula i gestiona la fe i la confiança. Aquesta manipulació es fa de manera irresponsable i sense escrúpols, i s'obtenen diners de la confiança i esperança de les persones, tot establint el crèdit del qual cadascú pot gaudir i el preu que ha de pagar, i arriben fins i tot a imposar el crèdit als estats, que, diu Agamben, han abdicat dòcilment de la seua sobirania. El crèdit governa el món i el futur de la humanitat, un futur que la crisi fa més curt i decadent. La política se subjuga al poder financer, que ha segrestat la fe i el futur, el temps i l'esperança. En aquesta situació la nostra societat, en teoria laica, està servint a la més fosca i irracional de les religions, el capitalisme.En paraules de Giorgio Agamben:
| « | ...el capitalisme és una religió basada enterament en la fe, una religió viscuda pels seguidors 'sola fide' (només amb la fe). I com, segons Benjamin, el capitalisme és una religió en què el culte s'ha emancipat de qualsevol objecte i la culpa del pecat, per tant, de qualsevol possible redempció, així, des del punt de vista de la fe, el capitalisme no té objecte: creu en el fet pur de creure, en el pur crèdit (believes in pure belief), açò és: en els diners. El capitalisme és, per això, una religió en què la fe –el crèdit– ha substituït a Déu. En altres paraules, com que la forma pura del crèdit són diners, és una religió el déu de la qual són els diners. | » |

| « | El règim neoliberal amaga una estructura coactiva darrere l'aparent llibertat de l'individu, que ja no s'entén com a subjecte sotmés ("subjetc to"), sinó com a evolució d'un projecte. Heus ací la trampa. Qui fracassa és, a més, culpable i se'n duu aquesta culpa on vaja. No hi ha ningú a qui puga fer responsable del seu fracàs. Tampoc no n'hi ha cap possibilitat d'excusa ni expiació. Amb açò sorgeix no sols la crisi de culpa, sinó també la de gratificació. Tant l'endeutament com la gratificació pressuposen la instància de l'altre. La manca de vinculació a l'altre és la condició transcendental de possibilitat per a la crisi de gratificació i de deutes. Aquesta crisi fa paés que el capitalisme, davant la suposició àmpliament estesa (com ara, per Walter Benjamin), no és cap religió, perquè qualsevol religió empra categories de deute (culpa) i condonació (perdó). El capitalisme és "només endeutador". No disposa pas de cap possibilitat d'expiació que allibere el deutor del deute. La impossibilitat de condonació i d'expiació és responsable també de la depressió del subjecte del rendiment. La depressió, amb la síndrome d'esgotament, representen un fracàs insuperable en el poder, és a dir, una insolvència física. Insolvència significa, literalment, la impossibilitat de compensar ("solvere") el deute. | » |
| — Byung-Chul Han. La agonía del Eros, Herder Editorial, 2014, págs. 21-22, [Agonie des Eros, 2012, Berlín]. | |   |

### Byung-Chul Han
El filòsof Byung-Chul Han és contrari a la tesi principal de l'article de Benjamin ―el capitalisme és una religió―, perquè, segons ell, una religió que no incloga el perdó, l'expiació i l'alliberament no és una religió i el capitalisme i la seua expressió neoliberal no inclouen el perdó (la cancel·lació del deute o condonació):
| « | El règim neoliberal amaga una estructura coactiva darrere l'aparent llibertat de l'individu, que ja no s'entén com a subjecte sotmés ("subjetc to"), sinó com a evolució d'un projecte. Heus ací la trampa. Qui fracassa és, a més, culpable i se'n duu aquesta culpa on vaja. No hi ha ningú a qui puga fer responsable del seu fracàs. Tampoc no n'hi ha cap possibilitat d'excusa ni expiació. Amb açò sorgeix no sols la crisi de culpa, sinó també la de gratificació. Tant l'endeutament com la gratificació pressuposen la instància de l'altre. La manca de vinculació a l'altre és la condició transcendental de possibilitat per a la crisi de gratificació i de deutes. Aquesta crisi fa paés que el capitalisme, davant la suposició àmpliament estesa (com ara, per Walter Benjamin), no és cap religió, perquè qualsevol religió empra categories de deute (culpa) i condonació (perdó). El capitalisme és "només endeutador". No disposa pas de cap possibilitat d'expiació que allibere el deutor del deute. La impossibilitat de condonació i d'expiació és responsable també de la depressió del subjecte del rendiment. La depressió, amb la síndrome d'esgotament, representen un fracàs insuperable en el poder, és a dir, una insolvència física. Insolvència significa, literalment, la impossibilitat de compensar ("solvere") el deute. | » |
| — Byung-Chul Han. La agonía del Eros, Herder Editorial, 2014, págs. 21-22, [Agonie des Eros, 2012, Berlín]. | |   |

### Deleuze, Guattari, Nietzsche, Lazzarato, Meyer
Gilles Deleuze i Félix Guattari, aquest darrer mitjançant la lectura de Nietzsche, han tractat la relació creditor-deutor i la importància del deute-crèdit en la relació social de desigualtat que estableix una "moralitat" exigida al deutor. Maurizio Lazzarato explica la idea de l'"ésser humà endeutat" com a fita de la societat actual. L'economia del deute necessita la manera de govern que descriu Michel Foucault. Silke Meyer subratlla la importància dels diners en la construcció de les identitats personals i nacionals jeràrquiques com a conseqüència de la desigualtat dels deutors enfront dels creditors i la culpa que implica ―de la qual cal alliberar-se, tant personalment com social―.

### David Graeber i els diners com a deute
L'antropòleg econòmic David Graeber, en el seu llibre "En deute. Una història alternativa de l'economia", assenyala com els diners són fonamentalment deute, creat amb violència extrema —guerra, esclavitud— i com la moralitat de la devolució dels deutes és una construcció social sostinguda en la violència i que considera l'ésser humà mercaderia. Per a Graeber el capitalisme se sosté amb un aparell militar que és deute i que encara permet actualment als Estats Units, tot i tenir el deute més gran i que no pagarà, robar recursos financers a la resta d'estats del món i sotmetre'ls militarment. Els mercats sempre han existit, però no pas el capitalisme, que avantposa els diners a l'ésser humà i que sembla haver escapat al control històric dels estats:
| «                               | Així com els mercats, si se'ls permet anar completament a la deriva des dels seus violents orígens, comencen invariablement a convertir-se en alguna cosa diferent (regles d'honor, confiança i connexions mútues), així el manteniment dels sistemes de coacció en fa exactament el contrari: converteix els productes de la cooperació, creativitat, devoció, amor i confiança humans novament en nombres. En fer-ho, faciliten imaginar un món que sols és una sèrie de càlculs a sang freda. És més: en convertir la sociabilitat humana en deutes, converteixen les mateixes bases de la nostra existència (perquè, ¿què som, en definitiva, sinó la suma de les nostres relacions amb els altres?) en un afer de culpa, pecat i crim, i fan del món un vast escenari d'iniquitat que només es pot superar amb una gegantesca transacció còsmica que ho anihile tot. | » |
| — David Graeber, En deuda, etc. | |   |

Graeber proposa un jubileu que cancel·le els deutes internacionals dels estats així com els dels consumidors. Assenyala que alleujaria el patiment humà i ens recordaria que no pagar els deutes no és pas l'essència de la moralitat.